# Garcinia collina
Garcinia collina är en tvåhjärtbladig växtart som beskrevs av Eugène Vieillard, Panch. och Sebert. Garcinia collina ingår i släktet Garcinia och familjen Clusiaceae. Inga underarter finns listade i Catalogue of Life.